# Vassula Ryden
Vassula Ryden est née en Égypte le 18 janvier 1942 dans une famille grecque orthodoxe et morte le 25 septembre 2024. Depuis 1985, elle affirmait recevoir par « locutions intérieures » des messages du Christ. Ces messages sont publiés dans une collection portant le titre La vraie vie en Dieu. Ils ne sont reconnus ni par l’Église orthodoxe, ni par l’Église catholique.

## Biographie
Vassula Ryden est née le 18 janvier 1942 de parents grecs orthodoxes établis en Égypte à Heliopolis, dans les faubourgs du Caire.  Elle commence sa scolarité en Égypte d’où, à l’âge de quinze ans, elle émigre en Europe.
En novembre 1966, elle se marie dans une église orthodoxe grecque à Lausanne en Suisse avec un diplomate suédois des Nations unies de confession luthérienne. Elle divorce en Suède en novembre 1980. En juin 1981, elle épouse civilement Per Ryden, un luthérien suédois. Le 31 octobre 1990 elle régularise son union devant l’église grecque orthodoxe et célèbre son mariage religieux à Lausanne. Vassula est mère de deux fils adultes. Elle décède le 25 septembre 2024.

## Teneur des messages

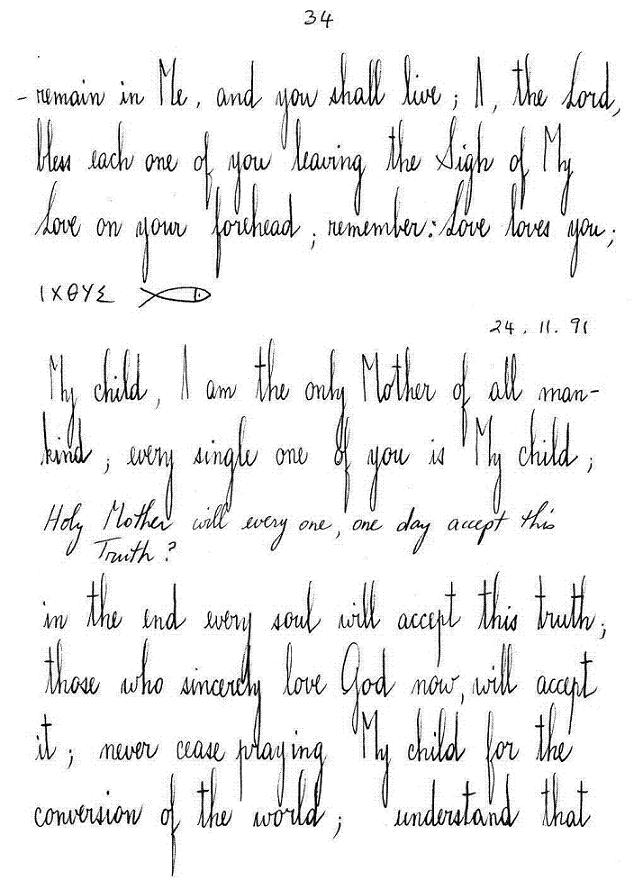
Une copie des notes manuscrites de Vassula Ryden transcrivant ce qu'elle dit être des messages de Jésus et de son ange gardien

Vassula Ryden est connue essentiellement pour ses écrits intitulés La vraie vie en Dieu, qui constituent une compilation de près de deux mille messages qu’elle prétend avoir reçus depuis 1985, alors qu’elle vivait au Bangladesh.  Alors qu’elle rédigeait une liste de courses, elle raconte avoir ressenti soudainement un léger phénomène électrique dans sa main droite et en même temps une présence invisible.  Laissant sa main être guidée, elle dit avoir écrit d’une écriture différente de la sienne les mots suivants : « Je suis ton ange gardien et mon nom est Daniel »
Elle prétend avoir été appelée pour transmettre au monde les messages qu’elle reçoit.  Les messages de La vraie vie en Dieu ont été traduits par des volontaires en quarante langues et seraient largement lus et diffusés.

## Position de l’Église catholique
Bien que de confession orthodoxe, Vassula Ryden participe aux rites de l’Église catholique romaine et compte de nombreux catholiques parmi ses adeptes. Le 6 octobre 1995, la Congrégation pour la doctrine de la foi émet une notification dans laquelle elle condamne sans équivoque les écrits de Vassula Ryden compte tenu d'« éléments fondamentaux qui doivent être considérés comme négatifs à la lumière de la doctrine catholique », du « caractère suspect des modalités à l’origine de ces présumées révélations » et des « erreurs doctrinales » qu'ils contiennent,, :

« On parle entre autres choses avec un langage ambigu des Personnes de la Très Sainte Trinité, jusqu’à confondre les noms et les fonctions spécifiques des Personnes divines. On annonce, dans ces présumées révélations, une période imminente de suprématie de l’Antéchrist au sein de l’Église. On prophétise dans une optique millénariste, une intervention définitive et glorieuse de Dieu qui instaurerait sur la terre, avant même la venue définitive du Christ, une ère de paix et de bien-être universel. On annonce de plus la venue prochaine d’une Église qui serait une sorte de communauté panchrétienne, en contradiction avec la doctrine catholique. »

— Notification du 6 octobre 1995 à propos des écrits et des activités de Mme Vassula Ryden.
La Lettre circulaire aux présidents des conférences épiscopales à propos des écrits et de l'activité de Mme Vassula Ryden du 25 janvier 2007 précise ce qui suit :

« À la suite du dialogue qui a eu lieu avec la Congrégation pour la Doctrine de la Foi, Madame Vassula Rydén a cependant fourni des éclaircissements sur certains points problématiques qui apparaissaient dans ses écrits et aussi sur la nature de ses messages, qui ne se présentent pas comme des révélations divines, mais plutôt comme des méditations personnelles (…). Du point de vue normatif (…) il convient d'effectuer une évaluation prudentielle, au cas par cas, en tenant compte des possibilités concrètes que peuvent avoir les fidèles de lire ces écrits dans le cadre de telles clarifications. »

 Toutefois, dans le même courrier, la Congrégation réaffirme que la notification de 1995 est toujours d'actualité, particulièrement en ce qui concerne le jugement doctrinal négatif, et considère inopportune la participation des fidèles aux groupes de prières de Vassula Ryden,.
En 2011, à l'occasion d'une visite de Vassula Ryden à Marseille, les évêques de la région publient un communiqué dans lequel ils mettent en garde les catholiques en leur rappelant que « la Congrégation romaine pour la doctrine de la foi s'est prononcée à plusieurs reprises au sujet de cette personne, en émettant de grandes réserves et en ne reconnaissant pas le caractère surnaturel de ses prétendus messages ». L'année suivante plusieurs évêques français, dont le cardinal archevêque de Paris André Vingt-Trois, renouvellent cette mise en garde à l'occasion d'une tournée de conférences de Vassula Ryden en novembre 2012.

## Position de l’Église orthodoxe
Le synode du Patriarcat œcuménique de Constantinople s'est également prononcé contre les enseignements de Vassula Ryden de confession grecque-orthodoxe. 